# Kruse
Pour les articles homonymes, voir Kruse (homonymie).
Kruse (en serbe cyrillique : Крусе) est un village de l'est du Monténégro, dans la municipalité de Podgorica.

## Démographie

### Évolution historique de la population
| 1948 | 1953 | 1961 | 1971 | 1981 | 1991 | 2003 |
| ---- | ---- | ---- | ---- | ---- | ---- | ---- |
| 247  | 225  | 200  | 158  | 116  | 69   | 63   |